# Холмск (порт)
Холмск — российский незамерзающий морской порт федерального значения, расположен на юго-западном побережье острова Сахалин, на берегу Татарского пролива Японского моря, в черте одноимённого города.
В порту работают 4 стивидорные компании:
- Холмский морской торговый порт
- Сахалинский Западный морской порт
- Сахалинское морское пароходство
- Трансбункер-Сахалин

В порту имеется 27 причалов общей протяжённостью 2469,4 прогонных метров, которые оборудованы железнодорожными путями, 16 портальными кранами, а также автомобильными, гусеничными, пневмоколёсными, козловыми и мобильным кранами, автопогрузчиками. Для хранения грузов порт располагает крытыми и открытыми складами общей площадью соответственно 27,44 и 134,01 тыс. м².
| Грузооборот в тыс. т | Грузооборот в тыс. т | Грузооборот в тыс. т | Грузооборот в тыс. т | Грузооборот в тыс. т | Грузооборот в тыс. т | Грузооборот в тыс. т | Грузооборот в тыс. т | Грузооборот в тыс. т |
| 2003                 | 2004                 | 2005                 | 2006                 | 2007                 | 2008                 | 2009                 | 2010                 | 2011                 |
| -------------------- | -------------------- | -------------------- | -------------------- | -------------------- | -------------------- | -------------------- | -------------------- | -------------------- |
| 2 342,1              | ▼1 996,0             | ▲2 181,1             | ▼2 168,8             | ▼2 096,9             | ▼2 017,4             | ▼1 635,4             | ▲1 869,5             | ▲2 192,4             |